# Timsah Okalo Mulwal
Timsah Okalo Mulwal (* 1947) ist ein ehemaliger sudanesischer Boxer.
Er trat bei den Olympischen Sommerspielen 1972 in München an. Im Halb-Weltergewichtsturnier kam er auf Platz 17.